# Aeridopsis
× Aeridopsis, (abreviado Aerps) en el comercio, es un híbrido intergenérico entre los géneros de orquídeas Aerides × Phalaenopsis. Fue publicado en Orchid Rev. 46: 200 (1938).